# Hypnotic Hick
Hypnotic Nick (em português: O Hipnotizador Caipira) é um episódio do Pica-Pau criado em 1953, e é penúltimo do ano, antecedendo Hot Noon (Or 12 O'Clock For Sure), além de ser o 50° episódio da série e de ser o 19° distribuído pela Universal International.

## Enredo
Pica-Pau estava andando de patins quando Zeca Urubu agride o delegado Charlie por tentar lhe entregar uma intimação e pendura o Pica-Pau no poste de luz para servir de isqueiro. O urubu é recusado ao receber uma intimação e respondeu: "E não tente nunca mais me entregar uma intimação! Entendeu!?" E ao Pica-Pau: "E você também, Pica-Pau!" Quando Zeca vai embora, o delegado pede para o pássaro entregar á intimação ao brutamontes em troca de um dinheiro fácil.
Pica-Pau tenta conversar calmamente com Zeca Urubu numa área de construção, mas ele escreve na intimação PRO INFERNO e o joga num outdoor. O pássaro tenta de novo na hora do almoço. Mas Zeca, irritado, faz a intimação de aviãozinho e joga contra uma livraria, junto com o Pica-Pau, que encontra um livro de hipnotismo. Interessado, decide fazer um teste num espelho e consegue hipnotizar seu reflexo (não ele).
Então, decide fazer isso com Zeca. Faz dele de vários animais, até fazer com que o mal-humorado urubu tenha que protegê-lo o tempo todo sem que Pica-Pau se machuque. Numa de suas provocações uma estaca cai sobre Zeca, que vira um anão.
Pica-Pau leva-o para a delegacia, e Charlie lhe dá o dinheiro (junto com uma intimação de praticar hipnotismo sem licença). Furioso, hipnotiza Zeca para este se tornar um gigante, quase do tamanho da sala. Não satisfeito, hipnotiza o delegado como misto-quente. Em seguida, Zeca corre atrás do delegado-sanduíche. No fim, Pica-Pau dá a sua famosa risada, jogando pro alto o dinheiro que ganhou, contente da vida.

## Curiosidades
- Apesar de na época, o Pica-Pau ter olhos verdes, dá para enxergar o Pica-Pau de olhos pretos, fato que se tornaria definitivo em The Tree Medic, em 1955, dois anos depois.
- Este desenho foi inovador, pois teria o sistema 3D, único a ser criado por Walter Lantz.

## Vozes

### Versão Americana
- Grace Stafford - Pica-Pau
- Dal McKennon - Zeca Urubu / Charlie

#### Versão Brasileira
- Pica-Pau: Garcia Júnior
- Zeca Urubu: Borges de Barros
- Charlie: José Soares
- Estúdio de Dublagem: BKS, São Paulo
- Direção de Dublagem: Garcia Neto

## Ficha técnica
- Lançamento nos cinemas: 26 de setembro de 1953.
- Supervisor: Don Patterson.
- Artistas: Ray Abrams, Laverne Harding, Ken Southworth, Gil Turner, Herman Cohen, Clarence Wheeler, Homer Brightman, Raymond Jacobs, Art Landy, e Robert Bentley.
- Diretor Técnico: William Garity
- N° de produção: U-24| - v - d - e Pica-Pau | - v - d - e Pica-Pau                                                                            |
| -------------------- | ----------------------------------------------------------------------------------------------- |
| Criadores            | Walter Lantz • Ben Hardaway                                                                     |
| Personagens          | \| Principais \| Pica-Pau \| \| Secundários \| Picolino • Andy Panda \|                         |
| Séries de televisão  | Pica Pau e seus Amigos (1957-1960) • O Novo Pica-Pau (1999-2003) • Pica-Pau (2018 - atualmente) |
| Videogame            | Férias Frustradas do Pica-Pau (1996)                                                            |
| Filmes               | Pica-Pau (2017) • Woody Woodpecker Goes to Camp (2024)                                          |
| Relacionados         | Lista de episódios • Walter Lantz Productions                                                   |
| Principais           | Pica-Pau                                                                                        |
| Secundários          | Picolino • Andy Panda                                                                           |